# マーク・ローレンソン
マーク・ローレンソン（Mark Lawrenson、1957年6月2日 - ）は、イングランド・プレストン出身の元サッカー選手。元アイルランド代表。中盤、センターバック、左サイドバックなど様々なポジションで高いレベルでのプレーを見せ、イングランド最高のオールラウンダーとも評された。
1981年にブライトンから、19歳にしてリヴァプールFCに当時のクラブ記録にしてイギリスのDFとしては移籍金最高額で移籍、初期には左サイドバックとしてアラン・ケネディとポジションを争ったが、その後センターバックとしてプレー、7シーズンを過ごしトータルで356試合18ゴールを記録した。5度のファーストディヴィジョン優勝、1983-84シーズンのUEFAチャンピオンズカップ優勝など数々のタイトルを獲得した。1984-85シーズンのUEFAチャンピオンズカップ決勝、ユベントス戦では怪我を押して先発出場したが、怪我の影響で途中交代を強いられ、チームは0-1と敗れた。
アイルランド代表としてはワールドカップ予選、ユーロ予選などに出場したが、メジャー大会への出場はしていない。

## タイトル

### クラブ
リヴァプールFC
- ファーストディヴィジョン  : 1981-82, 1982-83, 1983-84, 1985-86, 1987-88
- FAカップ  : 1985-86
- FAチャリティ・シールド : 1982, 1986
- UEFAチャンピオンズカップ  : 1983-84